# معركة نيفا
مَعْرَكة نَيفا (بالروسية: Невская битва ؛ بالسويدية: slaget vid Neva) دَارَتْ رَحَاها يَومْ 15 يَوليو 1240 عَلى نَهر نيفا، بينَ جمهورية نوفغورود بقيادة أميرها ألكسندر نيفسكي ضدَ الجيوشْ السويدية والنرويجية والفنلندية والتافاستية المًتحالفة بقيادة الأسقف توماس نتيجة التَنازُع على مَناطق النفوذ في شرق البلطيق في القرنين الثاني عشر والرابع عشر. انتَهت المَعركة بِنَصر لقوات نوفغورود.
رُبما كانَ الغَرض منْ المَعْرَكة هو السيطرة على مصب نهر نيفا ومدينة لادوجا، وبالتالي الاستيلاء على الجزء الأكثر أهمية للطريق التجاري من الفارانجيين إلى الإغريق، والذي كان تحت سيطرة نوفغورود لأكثر من مائة عام. كانت المعركة جزءًا من الحروب السويدية-نوفغورودية في العصور الوسطى واستمرارية للحروب الفنلندية - نوفغورودية.

## المصادر روسية

تَصوير لحَلقات المَعرَكة من تاريخ نوفغورود.
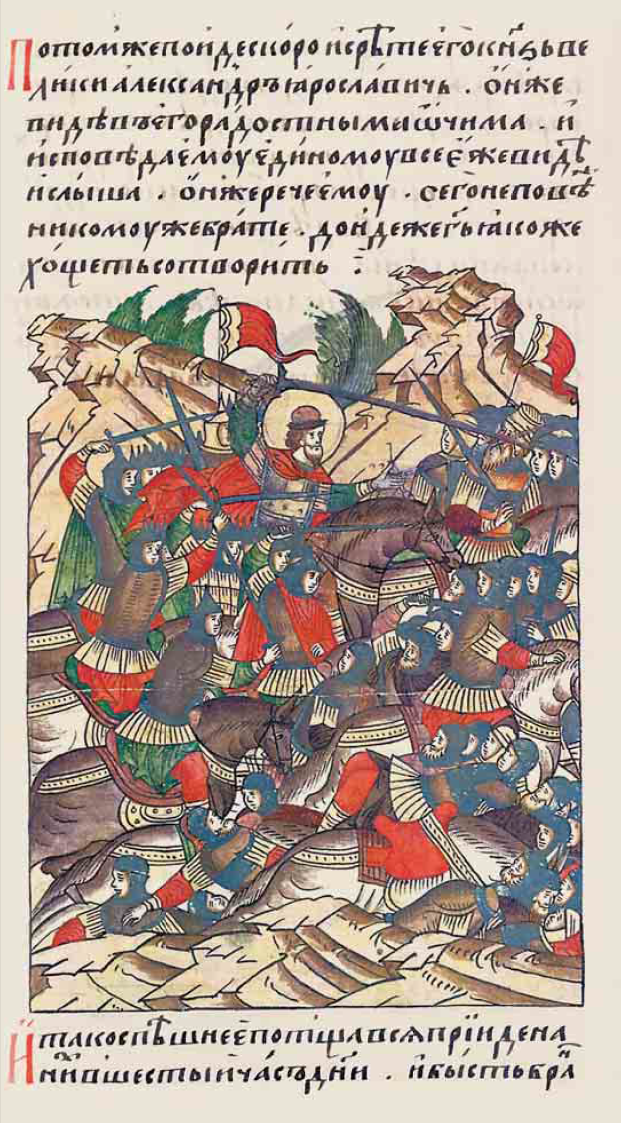
الأمير ألكسندر نيفسكي يُهاجم الأعداء ويُصيب القائد السويدي بندبة.
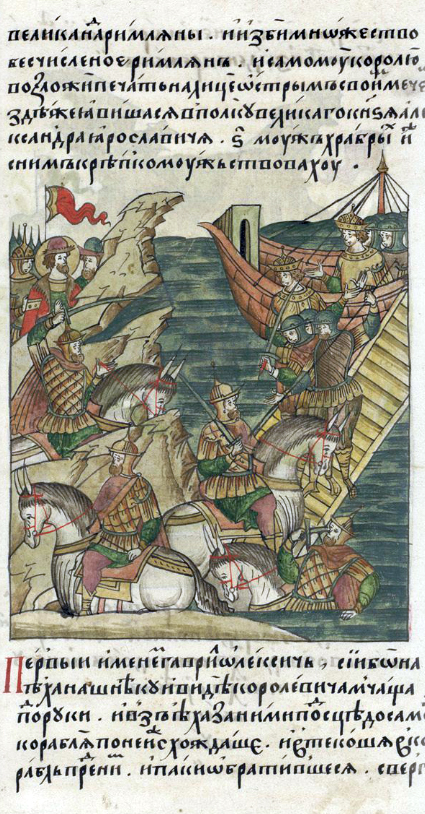
الخَيالة الروس يُلاحقون القائد السويدي على ظهور الخيل إلى السفينة.
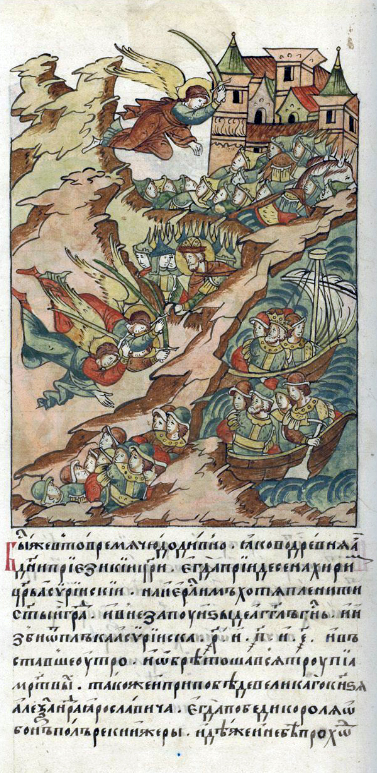
المَلائكة ألى جانب قوات الامير ألكسندر نيفسكي يُهاجِمون جَيش الاعداء.
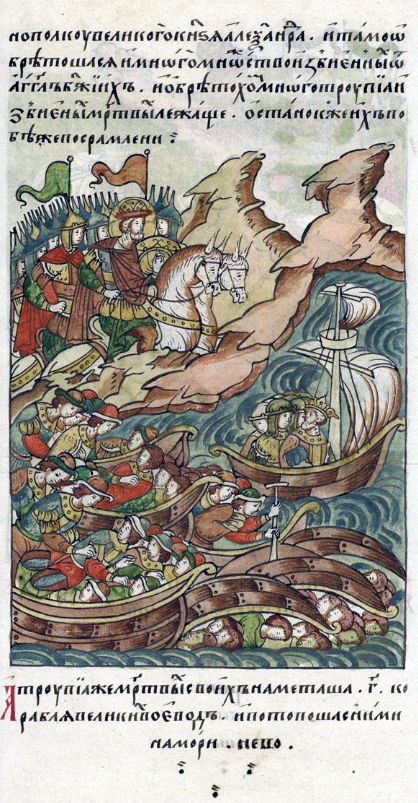
جَيش الدُوق الأكبر ألكسندر نيفسكي يُراقب فرار الناجون في عار.

## نتيجة المعركة

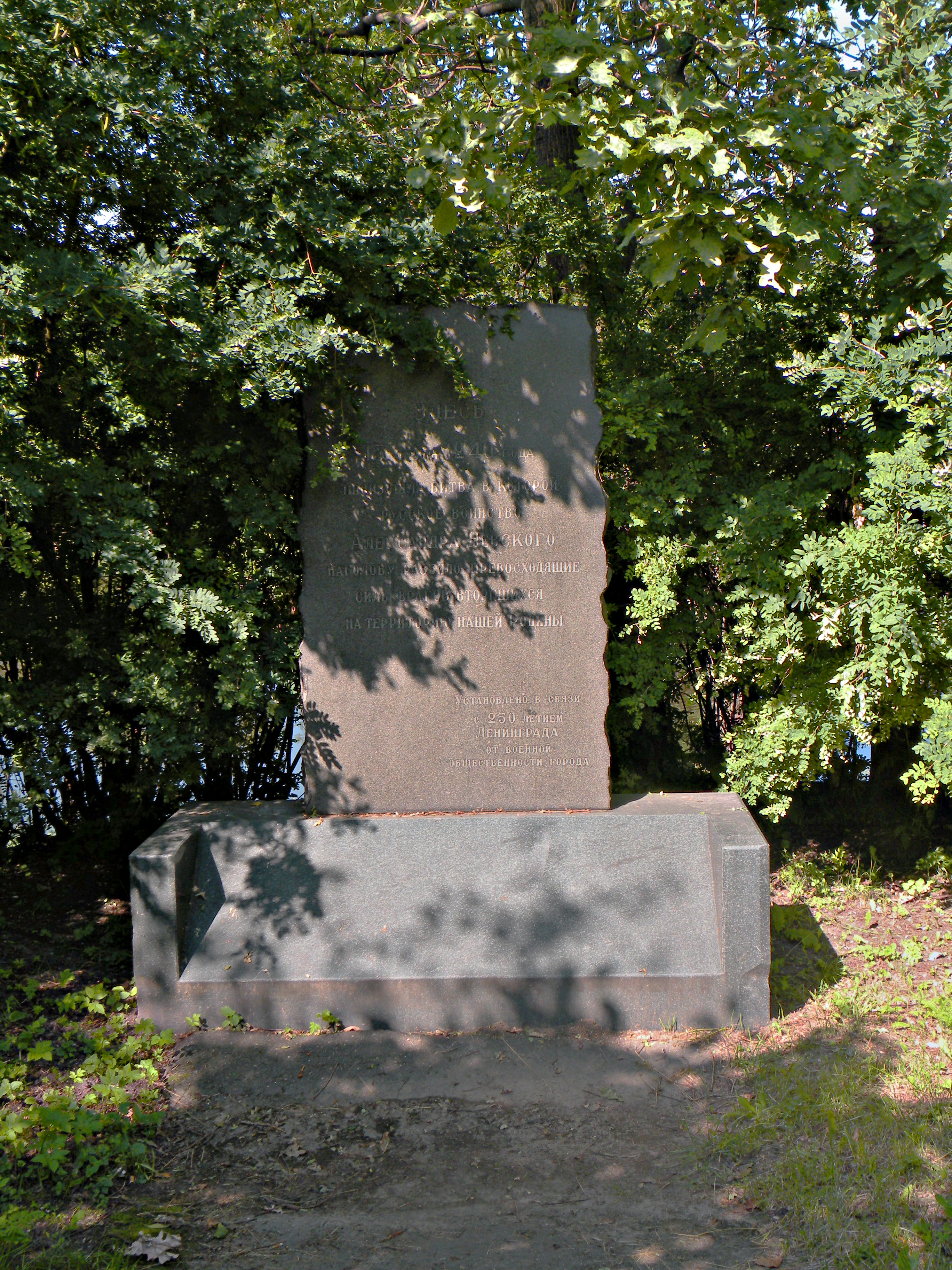
النَصب التِذكاري لمَعْرَكة نَيفا.

على العملات المعدنية والطوابع البريدية
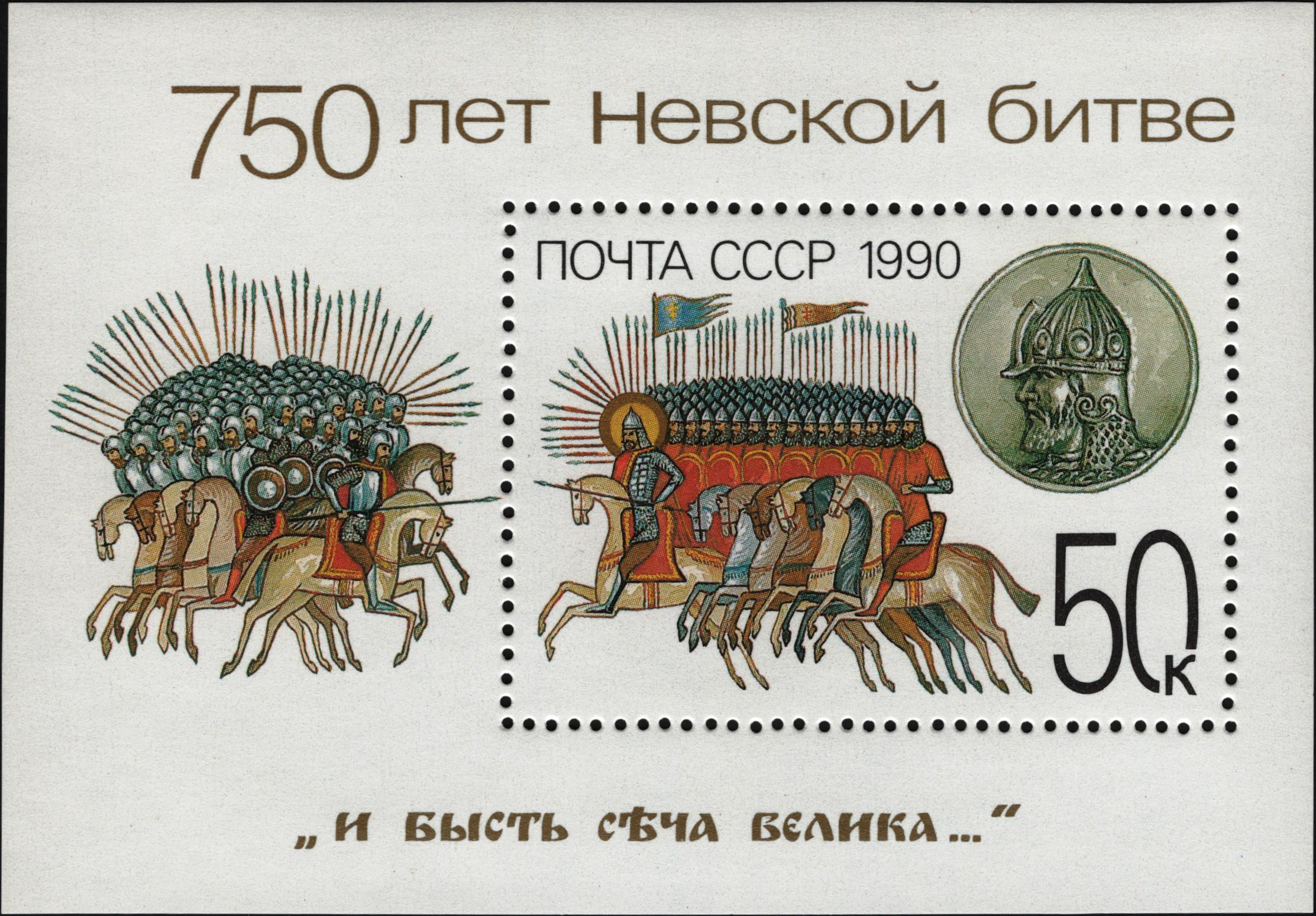
طابع بريدي روسي من 1990 للذكرى 750 لمعركة نيفا.
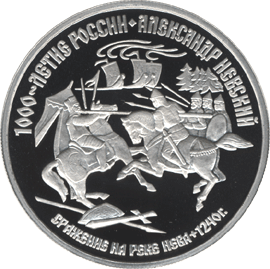
عملة تذكارية روسيا ، 1995 تُصور معركة نيفا.

### نظريات

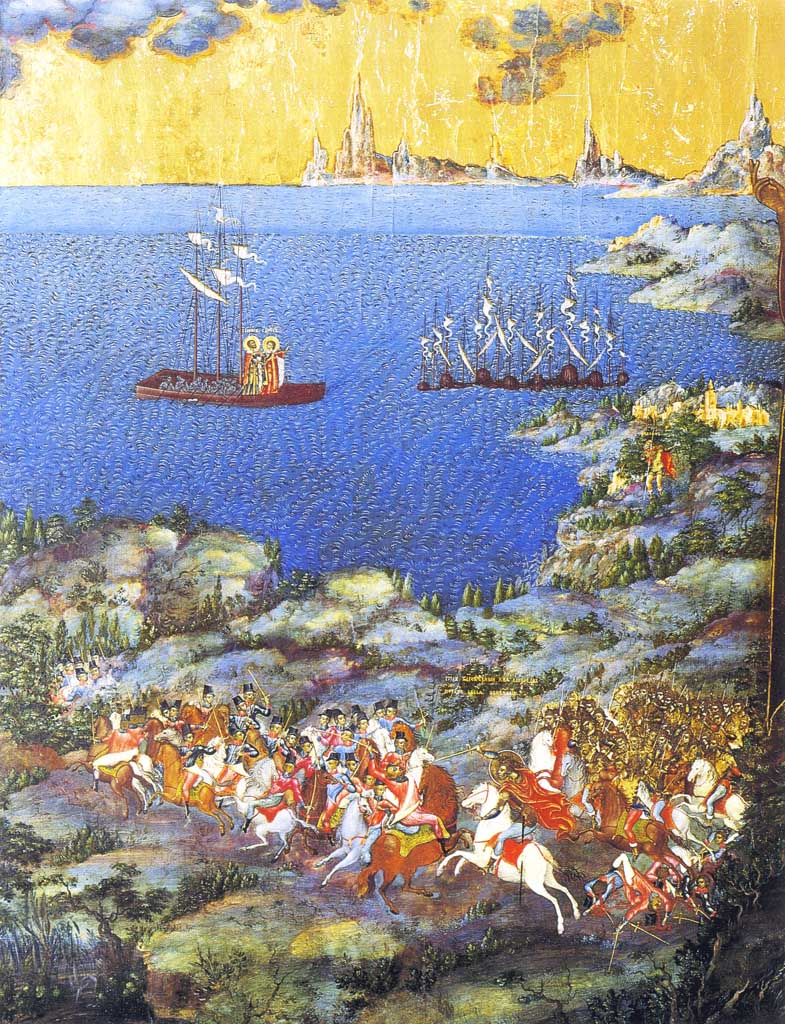
مَعْرَكة نَيفا ، مع مشهد أسطوري يُظهر القديسين بوريس وجليب وهم يجدفون قاربًا لمساعدة ألكسندر نيفسكي في القتال. جزء من أيقونة من أوائل القرن التاسع عشر تُصور مشاهد من حيات القديس ألكسندر نيفسكي.